# Pfarrkirche Wolfsegg am Hausruck

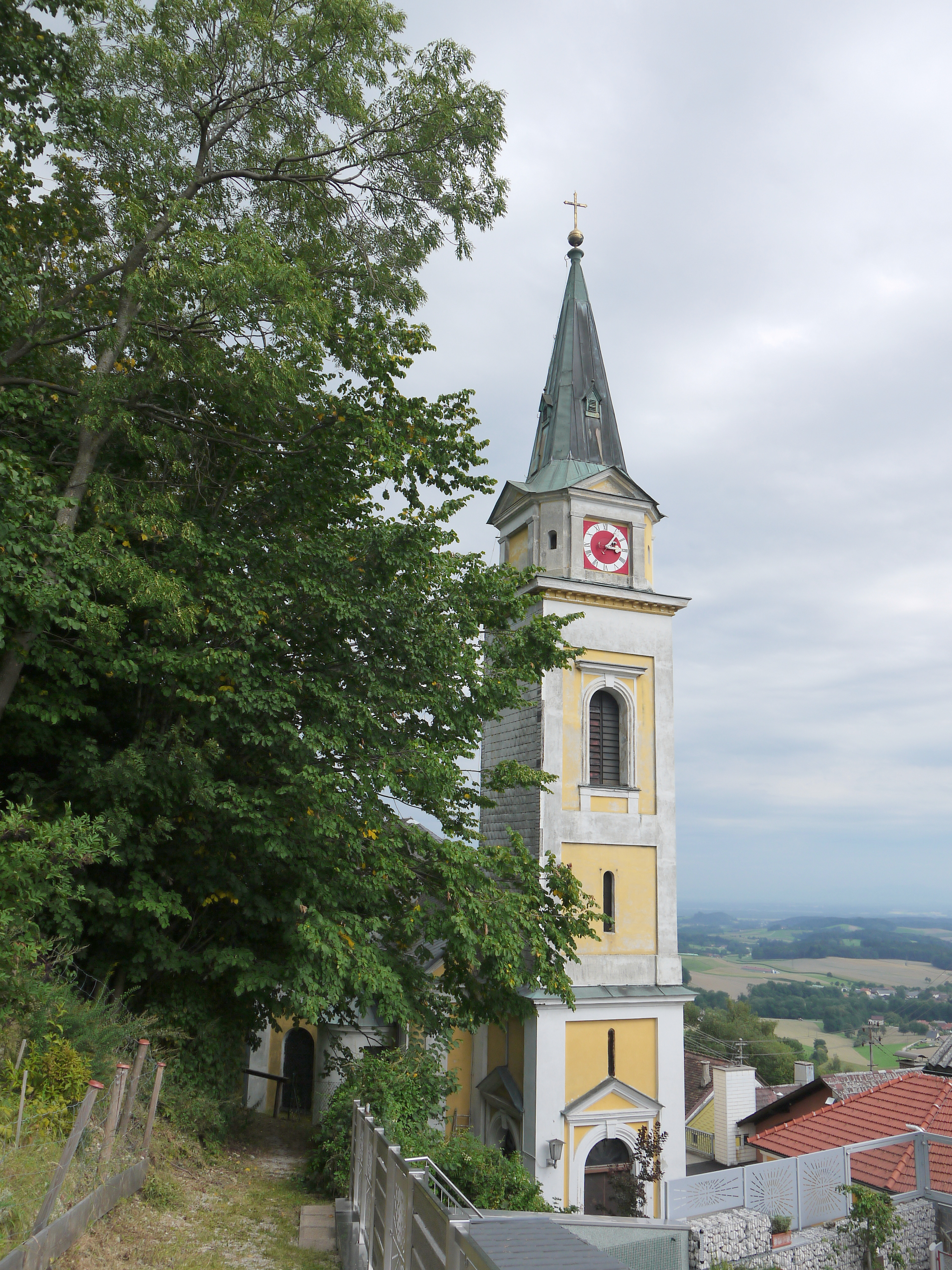
Kath. Pfarrkirche hl. Georg in Wolfsegg am Hausruck

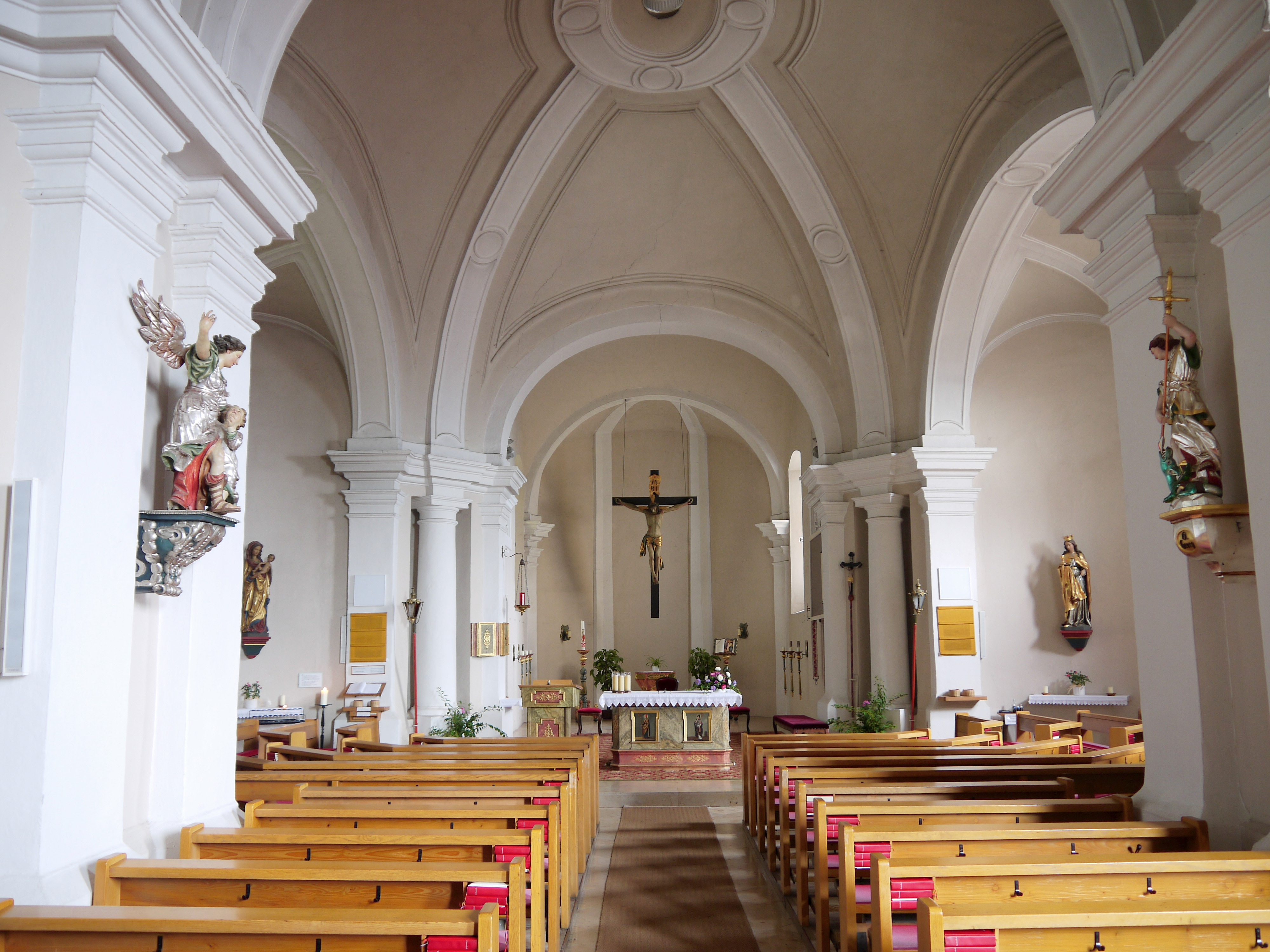
Im Langhaus zum Chor

Die römisch-katholische Pfarrkirche Wolfsegg am Hausruck steht im Ort Wolfsegg am Hausruck in der Marktgemeinde Wolfsegg am Hausruck im Bezirk Vöcklabruck in Oberösterreich. Die dem heiligen Georg geweihte Kirche gehört zum Dekanat Schwanenstadt in der Diözese Linz. Die Kirche und die ehemalige Friedhofsfläche stehen unter Denkmalschutz.

## Geschichte
Eine gotische Kirche wurde 1477 urkundlich genannt. 1702 erfolgte mit Leonhard Endthofer eine bauliche Erweiterung. 1729 wurde die Kirche wiederum mit Johann Michael Prunner stark erweitert und umgebaut. Nach einem Brand 1864 erfolgten Umbauten. Der Turm erhielt 1867/1868 einen Spitzhelm.

## Architektur
Der quadratische Chor hat ein flaches Hängekuppelgewölbe und einen Dreiachtelschluss. Das Langhaus gliedert sich in zwei langrechteckigen Zentralräumen mit seitlichen stichkappengewölbten mit Dreiachtel schließenden Erweiterungsräumen. Der Westturm trägt einen Spitzhelm.

## Ausstattung
Die Einrichtung ist aus dem dritten Viertel des 19. Jahrhunderts. Die Kanzel aus dem Ende des 17. Jahrhunderts wurde später verändert. Eine figurale Schutzengelgruppe ist aus dem Ende des 17. Jahrhunderts.
Ein spätgotisches Kruzifix ist aus dem ersten Viertel des 16. Jahrhunderts. Ein spätgotisches Vortragekreuz entstand um 1500.